# 海默廷根
海默廷根是德国巴伐利亚州的一个市镇。总面积13.85平方公里，总人口1685人，其中男性826人，女性859人（2011年12月31日），人口密度122人/平方公里。